# 마이클 어윈 조던
마이클 어윈 조던(Michael Irwin Jordan) 또는 마이클 I. 조던(Michael I. Jordan)은 캘리포니아 대학교 버클리의 기계 학습, 통계학, 인공지능 연구자이다. 그는 토픽 모델의 일종인 잠재 디리클레 할당을 데이비드 블라이, 앤드류 응과 연구했다.